# Союз дітей Кореї
Союз дітей Кореї або Дитячий союз Кореї є попередником Соціалістичної патріотичної ліги молоді Північної Кореї, яка сприяє північнокорейському молодіжному та піонерському руху. Союз розрахований на дітей віком від шести до п'ятнадцяти років і є політичною організацією, пов'язаною з Робітничою партією Кореї. Його військова гілка відома як Корпус юних піонерів (до якого також входять кадети Революційної школи Червоного Прапора Мангьонде), до якої приймаються діти та підлітки віком від дев'яти до 15 років. Організація має відділення в початкових і середніх школах по всій країні. Вона розповідає дітям про чучхе та інші ідеології, що стоять за північнокорейською системою. Молодь віком від 15 років може приєднатися до Соціалістичної патріотичної ліги молоді.
Потенційних членів зазвичай офіційно приймають у важливі державні свята, такі як День Сонця, День заснування армії або День заснування Республіки. Це вважається важливою подією в житті дитини. У такі дні дітей молодших класів офіційно приймають до дитячого садка і роздають червоні хусточки та значки. Третьокласників початкових шкіл у ці дні зазвичай приймають до складу СДК на церемоніях посвяти в студенти.